# Carl Fredric Dahlgren
Carl Fredric Dahlgren (20. juni 1791 - 2. maj 1844) var en svensk præst og digter
Dahlgren blev Student i 
Upsala 1809 og kom her ind i Fosforisternes 
Kreds. Efter at han var præsteviet, blev han 
Kapellan i en stockholmsk Menighed, men naaede aldrig 
videre paa Embedsbanen, og »Fattigdommen, hans Ungdomsven« 
skulde følge ham til Graven. Som Digter har han 
udfoldet en ikke ringe Virksomhed; han begyndte som 
Bidragyder til Romantikernes Kalendere, 
men udviklede sig efterhaanden til en humoristisk 
Forf. af Rang. Han tog Del i Kampen 
mod den akademiske Retning, idet han er den 
ene Hovedforfatter til »Andra natten« af det 
satiriske Heltedigt »Markall’s sömnlösa nätter«. 
Samtidig viste han sig fra en ny Side: under 
Indtrykket af den nyvakte Forstaaelse af Bellman 
skrev han paa blandet Vers og Prosa 
»Mollberg’s Epistlar« (1819-20). Allerede Titlen 
viser, at han betragtede sig som Bellman’s Efterfølger, 
og han kan være nok saa kaad og 
overgiven som sin store Mester. Men han er en 
selvstændig Digter, ingen blot Efterligner. Ligesom 
Bellman elsker og besynger han Egnen om 
Sthlm, men over sine Skildringer af den lægger 
han et Skær af Naturromantik, som var fremmed 
for Bellman. I 2. Del af Mollberg’s Epistlar 
viser han, i Skildringen af 1. Maj i Djurgården, 
en øjensynlig Paavirkning af Oehlenschläger’s 
St Hansaften-Spil. I øvrigt skrev han en overordentlig 
stor Mængde paa næsten alle Litt.’s 
Omraader; de fleste af hans Arbejder offentliggjorde 
han i forsk. af ham i Forening med andre 
udgivne Kalendere, saaledes »Opoetisk kalender 
för poetiskt folk« o. fl. Desværre viste 
han større og større Ligegyldighed for Formen; 
han manglede i høj Grad Sansen for den kunstneriske 
Fuldendthed. Af hans Skr kan særlig 
nævnes en humoristisk Roman, »Nahum Fredrik 
Bergströms krönika«, som indeholder en hel Del 
selvbiografisk Stof. Højest staar D. som Lyriker; 
han er Vaarens Sanger i den sv. Digtning (»Våren«, 
»Vårbäcken«, »Flyttningstiden«, »Zefyr och 
den gungande flickan« o. fl.). D. var en vindende 
Personlighed og en elskværdig Selskabsmand; 
han har stiftet fl. af de i sv. Litt. kendte Foreninger, 
saaledes »Vitterhetens vänner« (1809), 
»Manhemsförbundet« (1815), »Bellman’ska sällskapet« 
(1824) o. fl.; som ældre var han Midtpunktet 
i en af Hovedstadens litterære Kredse. 
Ogsaa bl. sine Embedsbrødre var han afholdt 
og anset, og repræsenterede dem paa Rigsdagen. 
Hans Værker er udgivne af Arwidsson 
med en Levnedsskildring (Sthlm 1847). 